# Хардин (Кентаки)
Хардин (енгл. Hardin) град је у америчкој савезној држави Кентаки.

## Демографија
По попису из 2010. године број становника је 615, што је 51 (9,0%) становника више него 2000. године.
| Група             | 2000.       | 2010.       |
| Белци             | 559 (99,1%) | 597 (97,1%) |
| Афроамериканци    | 0 (0,0%)    | 2 (0,3%)    |
| Азијати           | 0 (0,0%)    | 1 (0,2%)    |
| Хиспаноамериканци | 2 (0,4%)    | 8 (1,3%)    |
| Укупно            | 564         | 615         |